# Garth Robinson
Garth Robinson, född den 11 oktober 1970 i London, England, Storbritannien, är en jamaicansk friidrottare inom kortdistanslöpning.
Han tog OS-brons på 4 x 400 meter stafett vid friidrottstävlingarna 1996 i Atlanta. 